# .cg
.cg為剛果共和國國家及地區頂級域（ccTLD）的域名，於1997年1月14日啟用。刚果共和国公民有权免費註冊一次.cg的二級域名。截至2016年，第二次註冊二級域名的刚果共和国公民和外国人注册的费用为225欧元/年。

## 外部連結
- IANA .cg whois information（页面存档备份，存于）
- .cg domain registration website